# Karàkol (Kirguizstan)
|  | Per a altres significats, vegeu «Karakol». |

Karàkol (kirguís: Каракол, antigament Prjevalsk) és una ciutat del Kirguizstan, capital de la província d'Issik Kul. L'any 2009 tenia una població d'uns 66,294 habitants i és propera a la punta oriental del llac Issik Kul i a 150 km de la frontera xinesa.

## Història
Fou un fort rus establert l'1 de juliol de 1869, que aviat fou poblat per dungans i musulmans xinesos que fugien de les lluites a la Xina. El 1888 l'explorador Nikolai Przewalski va morir en aquesta ciutat quan preparava una expedició al Tibet i la ciutat, que es deia Karàkol, fou reanomenada Prjevalsk en honor seu. El 1921 va recuperar el nom original, però el 1939 va retornar al nom de Prjevalsk, que va conservar fins al 1991.

## Llocs

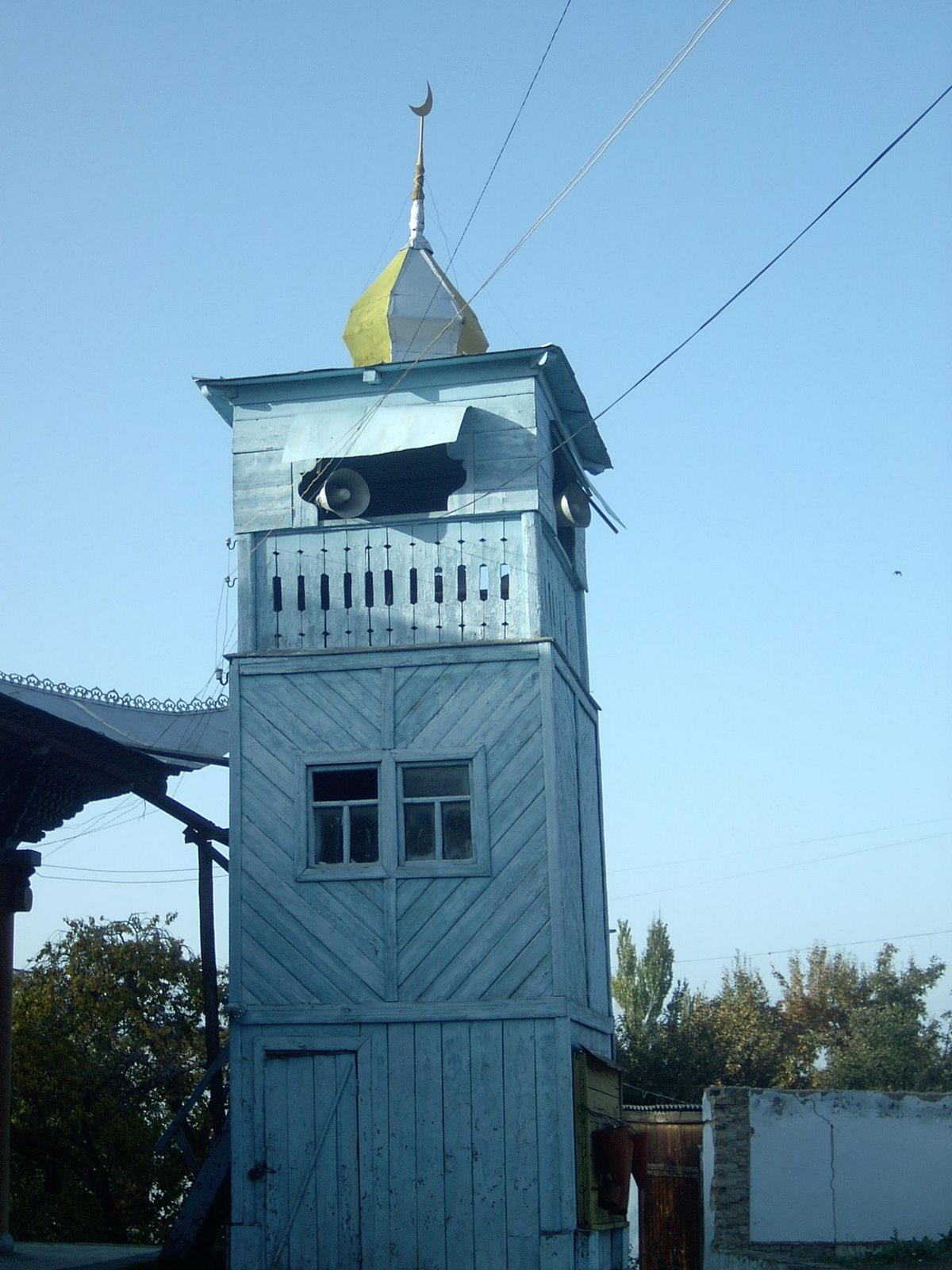
Minaret de la mesquita Dungan

La ciutat és un centre turístic per a escaladors i alpinistes, ja que Karakol està al peu de la serralada del Tian Shan, molt a la vora del llac Ala Kul, Jeti Oguz o la glacera de Enilchek. La mesquita local fou construïda entre 1907 i 1910, sense objectes metàl·lics. L'església ortodoxa o catedral de la Santíssima Trinitat es va acabar el 1895, i durant la Unió Soviètica fou utilitzada com a club, però actualment torna a ser lloc de culte. Hi ha un interessant Museu regional. Notables també en són les cases residencials colonials russes. La tomba de Nikolai Przewalski, el monument del Parc i un Museu dels Exploradors són a Pristan Przewalski, a pocs quilòmetres de la ciutat.

## Geografia

### Clima
| Paràmetres climàtics mitjans de Karàkol                   | Paràmetres climàtics mitjans de Karàkol | Paràmetres climàtics mitjans de Karàkol | Paràmetres climàtics mitjans de Karàkol | Paràmetres climàtics mitjans de Karàkol | Paràmetres climàtics mitjans de Karàkol | Paràmetres climàtics mitjans de Karàkol | Paràmetres climàtics mitjans de Karàkol | Paràmetres climàtics mitjans de Karàkol | Paràmetres climàtics mitjans de Karàkol | Paràmetres climàtics mitjans de Karàkol | Paràmetres climàtics mitjans de Karàkol | Paràmetres climàtics mitjans de Karàkol | Paràmetres climàtics mitjans de Karàkol |
| Mes                                                       | Gen.                                    | Feb.                                    | Mar.                                    | Abr.                                    | Mai.                                    | Jun.                                    | Jul.                                    | Ago.                                    | Set.                                    | Oct.                                    | Nov.                                    | Des.                                    | Anual                                   |
| --------------------------------------------------------- | --------------------------------------- | --------------------------------------- | --------------------------------------- | --------------------------------------- | --------------------------------------- | --------------------------------------- | --------------------------------------- | --------------------------------------- | --------------------------------------- | --------------------------------------- | --------------------------------------- | --------------------------------------- | --------------------------------------- |
| Temperatura diària màxima °C (°F)                         | −4,7 (23,5)                             | −2,9 (26,8)                             | 4,8 (40,6)                              | 14,0 (57,2)                             | 18,9 (66)                               | 23,1 (73,6)                             | 25,5 (77,9)                             | 25,0 (77)                               | 20,2 (68,4)                             | 12,7 (54,9)                             | 3,4 (38,1)                              | −2,3 (27,9)                             | 11,5 (52,7)                             |
| Temperatura diària mínima °C (°F)                         | −16,1 (3)                               | −14,0 (6,8)                             | −5,8 (21,6)                             | 1,7 (35,1)                              | 6,8 (44,2)                              | 10,4 (50,7)                             | 12,5 (54,5)                             | 11,4 (52,5)                             | 6,7 (44,1)                              | 0,1 (32,2)                              | −7,1 (19,2)                             | −12,9 (8,8)                             | −0,5 (31,1)                             |
| Precipitació total mm (polzades)                          | 12 (0,5)                                | 14 (0,6)                                | 23 (0,9)                                | 39 (1,5)                                | 55 (2,2)                                | 54 (2,1)                                | 57 (2,2)                                | 55 (2,2)                                | 39 (1,5)                                | 31 (1,2)                                | 20 (0,8)                                | 14 (0,6)                                | 413 (16,3)                              |
| Font: Weatherbase (humidity)                              |                                         |                                         |                                         |                                         |                                         |                                         |                                         |                                         |                                         |                                         |                                         |                                         |                                         |
| Font #2: Climate-Data.org (temp & precip) {{{consulta2}}} |                                         |                                         |                                         |                                         |                                         |                                         |                                         |                                         |                                         |                                         |                                         |                                         |                                         |

## Agermanaments
- Asheville, Estats Units
- Gebze, Turquia